# Tête réversible avec panier de fruits
Tête réversible avec panier de fruits est un tableau peint par Giuseppe Arcimboldo vers 1590, une nature morte de fruits, peint à l'huile sur bois, réversible en figure anthropomorphique, conservé chez French & Company à New York. 

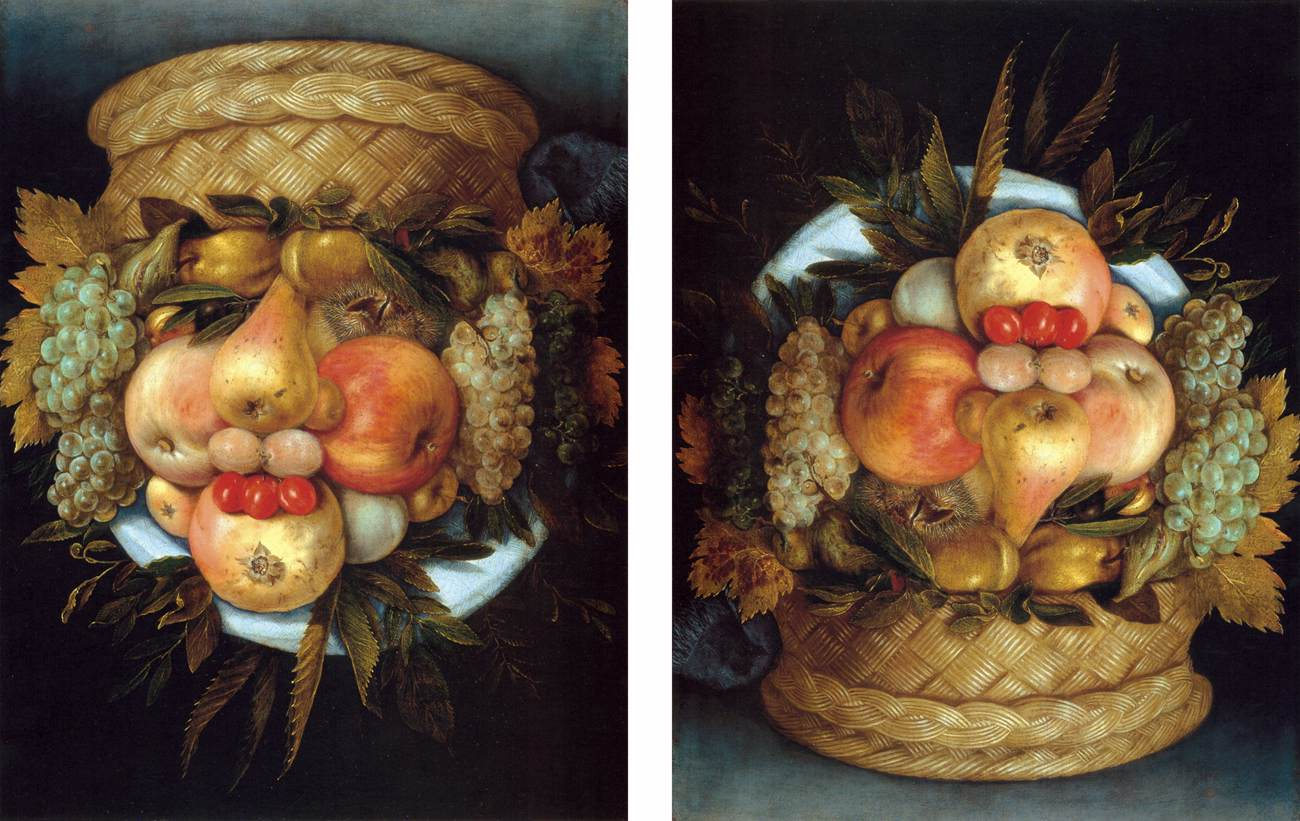
Le tableau retourné et à l'endroit (lors de sa première présentation).

Le  tableau révèle une  figure humaine par paréidolie (car il s'agit toujours d'un assemblage de fruits et d'une corbeille).